# سارکوسیس‌تیس
سارکوسیس‌تیس یک سرده از راسته کوکسیدیای حقیقی و زیر راسته آیمریا بوده و به عنوان انگل بیماری‌زای بسیاری از پستانداران، پرندگان و خزندگان به حساب می‌آید. غالباً عضلات مخطط را درگیر می‌کند.

## گونه‌ها
گونه‌های سارکوسیستیس در بین پستانداران مختلف و پرندگان انتشار وسیعی دارند. کیست‌های رسیده سارکوسیتیس هومینیس، داخل عضلات گاو ایجاد می‌شود و خوردن گوشت گاو می‌تواند انسان را به آن مبتلا سازد. بلع کیست‌های سارکوسیستیس سوئی هومینیس که در داخل گوشت خوک تشکیل می‌شود موجب ابتلای انسان می‌گردد.